# Índice bibliográfico
Um índice bibliográfico é um "guia de busca expansível para a literatura de uma área acadêmica ou disciplina (por exemplo:Índice de Filosofia), que funciona de uma forma literária específica (Índice Biográfico) ou publicado em um formato específico (resumos de jornais), ou o conteúdo analisado de uma publicação seriada (Índice do New York Times). Os índices deste tipo são normalmente editados em brochuras de suplementos mensais ou trimestrais, acumulados anualmente. As citações são geralmente listadas por autor e por assunto em seções separadas, ou em uma única seqüência alfabética sob um sistema de cabeçalhos autorizados coletivamente conhecidos como vocabulário controlado, desenvolvidos ao longo do tempo pelo serviço de indexação. "De muitos pontos de vista um índice é sinônimo de um catálogo, os princípios de análise utilizados são idênticos, mas enquanto que uma entrada de índice apenas localiza um assunto, uma entrada de catálogo inclui a especificação descritiva de um documento relacionado ao assunto".
Alguns índices bibliográficos são publicados on-line, caso em que eles são chamados Bases de dados bibliográfica.